# Osiedle Rżąka
Osiedle Rżąka – osiedle w Krakowie wchodzące w skład Dzielnicy XII Bieżanów-Prokocim, niestanowiące jednostki pomocniczej niższego rzędu w ramach dzielnicy.

## Historia
Budowa osiedla rozpoczęła się w 1987 roku według projektu sporządzonego przez zespół pod kierunkiem G. Bodzenty oraz Z. Nesterskiego. Wnętrza osiedlowe wypełnia zieleń parkowa, m.in. park Rżąka, ciągnący się w osi zachód-wschód, między terenem Szpitala Uniwersyteckiego na zachodzie, ul. Ludwika Rydygiera na północnym wschodzie oraz ul. Wielicką na północy.
Zabudowa osiedla zrealizowana w latach 80. i latach 90. XX wieku złożona jest głównie z bloków wzniesionych w technologii wielkiej płyty. Na osiedle składają się budynki 4-, 5- oraz 11-kondygnacyjne. Zabudowę osiedla uzupełniają pawilony handlowo-usługowe, szkoły, przedszkole, żłobek oraz Kościół Nawiedzenia Najświętszej Maryi Panny. Ostatni blok na osiedlu oddano do użytku w 1994.

## Infrastruktura
- Park Rżąka
- Kościół Nawiedzenia Najświętszej Maryi Panny
- Szkoła podstawowa nr 157
- Pętla autobusowa „Rżąka”

## Galeria

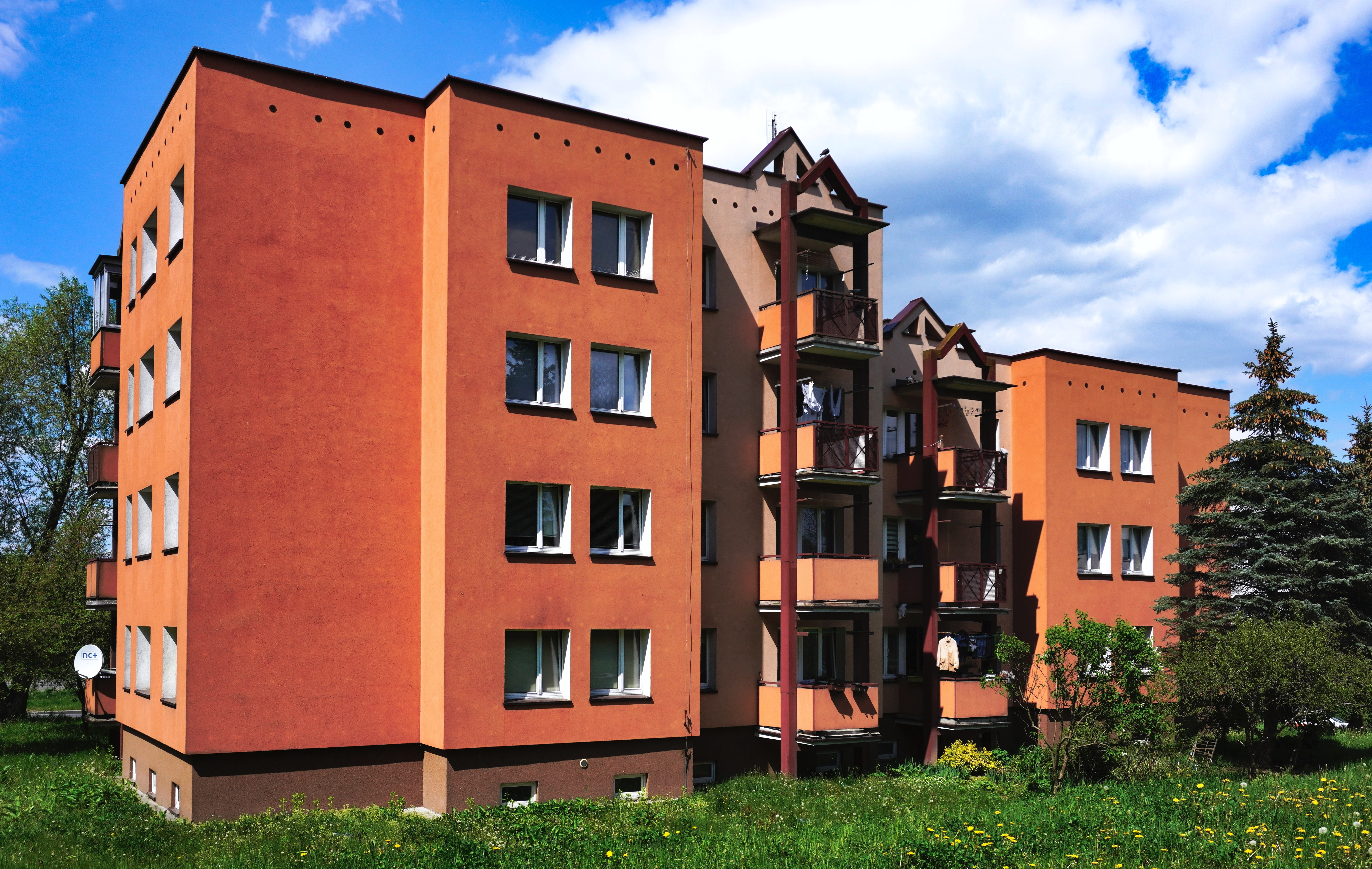
Wnętrze osiedla, blok przy ul. Rydygiera 5
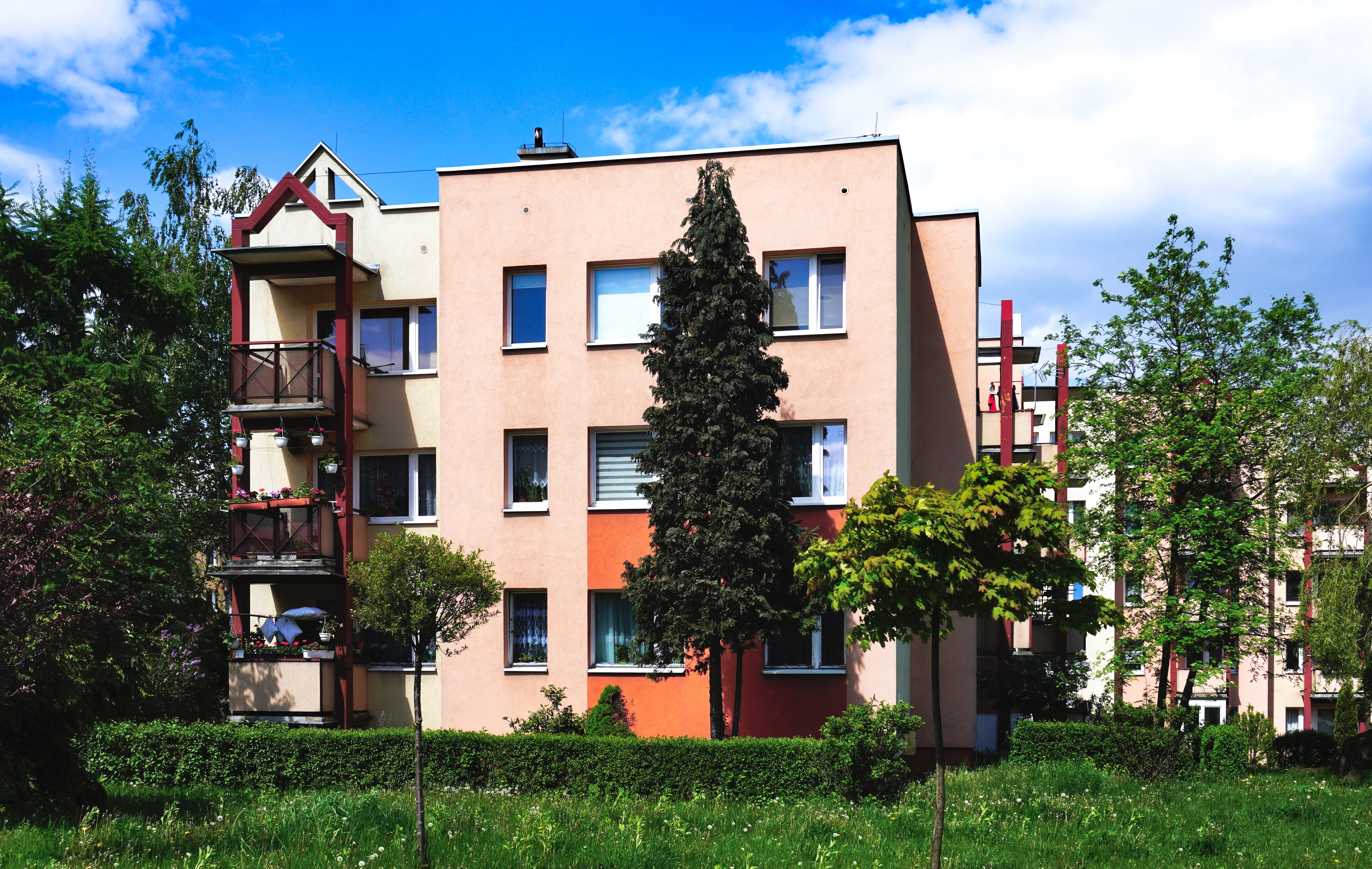
Wnętrze osiedla, blok przy ul. Rydygiera 9
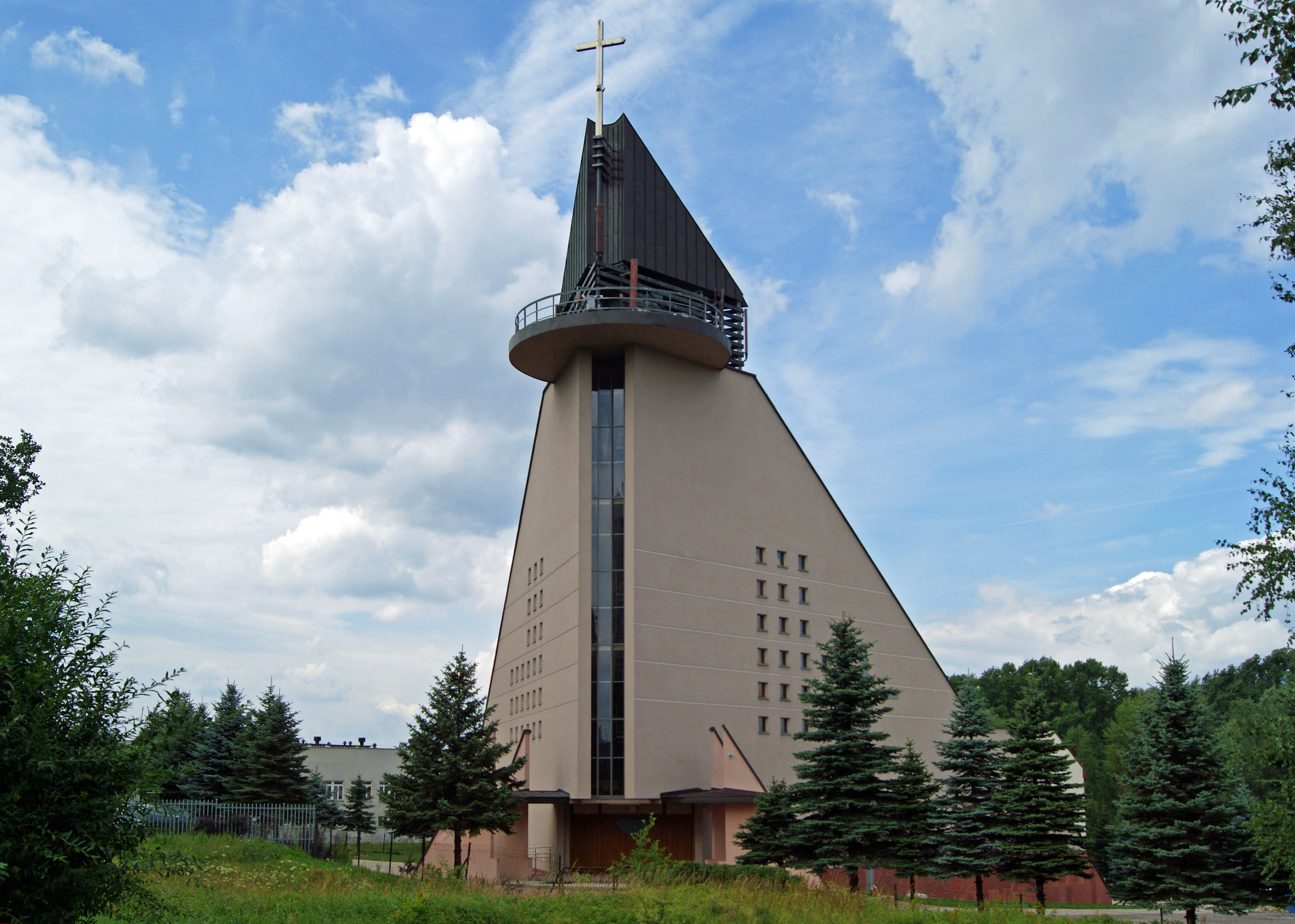
Kościół Nawiedzenia Najświętszej Maryi Panny